# 한국어-외국어 학습사전
한국어-외국어 학습사전(약칭 한-외 학습사전)은 국립국어원에서 만든 사전이다. 한국어 기초 사전을 번역한 사전이다.

## 연혁
- 2016년 10월 5일 개통

## 번역 언어
- 1차 : 러시아어, 몽골어, 베트남어, 스페인어, 아랍어, 영어, 인도네시아어, 일본어, 타이어, 프랑스어 등 10개 언어
- 2차 : 중국어 등[1]

## 같이 보기
- 국립국어원
- 표준국어대사전
- 우리말 샘
- 한국어 기초 사전
- 한국어능력시험
- 한국어교원자격증
- 한국수어사전

## 참고
- 진화하는 국어사전, 나도 집필자?